# Acantócito

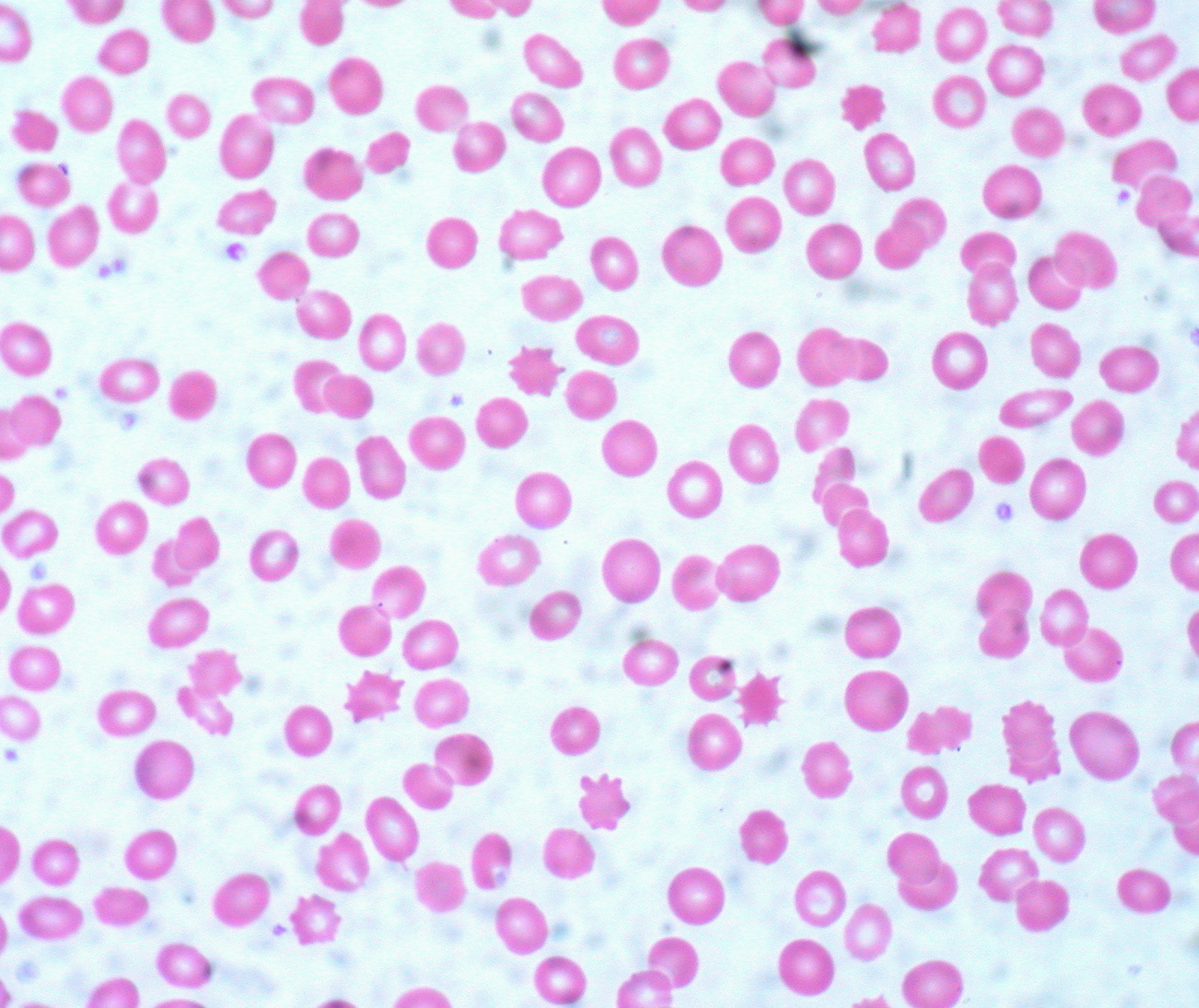
Acantócitos, do sangue periférico, sob um microscópio de luz Observe a presença de células não circulares e de formato irregular na imagem

Acantócito (da palavra grega ἄκανθα acantha, que significa 'espinho'), em biologia e medicina, refere-se a uma forma anormal de glóbulo vermelho que tem uma membrana celular pontiaguda, devido a projeções espinhosas. Um termo semelhante é células com esporas . Freqüentemente, eles podem ser confundidos com equinócitos ou esquistócitos.
Os acantócitos têm crenações,  espaçadas de forma irregular e de tamanho variável, que se assemelham a estrelas de muitas pontas. Eles são vistos em esfregaços de sangue em quadros como abetalipoproteinemia doença hepática, coreia-acantocitose, Síndrome de McLeod, neuroacantocitose, anorexia nervosa, picnocitose infantil, hipotireoidismo , hepatite neonatal idiopática, alcoolismo, esplenomegalia congestiva, Síndrome de Zieve e doença granulomatosa crônica .

## Uso
O termo células com esporas (spur cells) pode referir-se como sinónimos para acantócitos, ou pode referir-se a um subconjunto específico de 'acantócitos extremos' que tenham sido submetidos a modificação esplénica , com maior perda damembrana celular, atenuando as espículas e as células tornaram-se esferocítica ( 'esferoacantócito' ), conforme observado em alguns pacientes com doença hepática grave.
A acantocitose é a presença desse tipo de glóbulo vermelho crenado, como pode ser encontrado na cirrose grave ou pancreatite, mas pode se referir especificamente a abetalipoproteinemia, uma condição clínica com glóbulos vermelhos acantocíticos, problemas neurológicos e esteatorreia . Esta causa particular de acantocitose (também conhecida como deficiência de apolipoproteína B e síndrome de Bassen-Kornzweig) é uma condição rara, herdada geneticamente, autossômica recessiva devido à incapacidade de digerir totalmente as gorduras alimentares nos intestinos como resultado de várias mutações de o gene da proteína de transferência de triglicerídeo microssomal (MTTP).

## Diagnósticos diferenciais
Os acantócitos devem ser diferenciados dos equinócitos, também chamados de 'células de rebarba', que embora crenadas são diferentes por apresentarem múltiplas espiculações pequenas e projetadas em intervalos regulares na membrana celular. As células de rebarba geralmente implicam em uremia, mas são observadas em muitas condições, incluindo hemólise leve na hipomagnesemia e hipofosfatemia, anemia hemolítica em corredores de longa distância e deficiência de piruvato quinase . As células de rebarba também podem surgir in vitro devido ao pH elevado, armazenamento de sangue, depleção de ATP, acúmulo de cálcio e contato com vidro.  Os acantócitos também devem ser diferenciados dos ceratócitos, também chamados de "células de chifre", que têm algumas protuberâncias muito grandes.